# Meet the Spartans
Meet the Spartans (Brasil: Os Espartalhões / Portugal: Uns Espartanos do Pior) é um filme de comédia estadunidense de 2008 dirigido e escrito por Jason Friedberg e Aaron Seltzer. O filme é uma paródia de 300, embora também faça referência a muitos outros filmes, programas de TV, pessoas e eventos culturais pop da época, de maneira semelhante a filmes anteriores nos quais Friedberg e Seltzer estiveram envolvidos como Scary Movie, Date Movie e Epic Movie. É estrelado por Sean Maguire, Carmen Electra e Kevin Sorbo nos papéis principais.
Meet the Spartans estreou em primeiro lugar nas bilheterias dos Estados Unidos. Apesar de receber críticas extremamente negativas, foi um sucesso de bilheteria, arrecadando mais de US$ 85 milhões mundialmente contra um orçamento de US$ 30 milhões.

## Enredo
O filme começa com um ancião espartano inspecionando três bebês. O primeiro, um bebê ogro feio e falante, é abandonado para morrer devido a sua deformidade; o segundo, que é vietnamita, é adotado por Brad Pitt e Angelina Jolie; o terceiro, Leônidas, é aceito como um espartano por seu físico musculoso já presente e preparado para a realeza por meio de treinamento brutal. Anos mais tarde, o já adulto Leônidas, como parte de seu extenso treinamento, é lançado na selva, sobrevive ao inverno rigoroso e captura um pinguim gangster. Ao ser finalmente coroado como rei em sua cerimônia de coroação, Leônidas conhece a bela Margo; ao dançar eroticamente com ela ele a pede em casamento, ao qual ela responde dando-lhe a combinação de seu cinto de castidade blindado.[carece de fontes?]
Anos depois, Leônidas está treinando seu filho quando o Capitão o informa que um mensageiro persa chegou. Acompanhado pelo político espartano Traitoro, o mensageiro apresenta as exigências de Xerxes para a submissão de Esparta. Depois de ficar zangado com o desrespeito do mensageiro e encontrá-lo beijando sua esposa, Leônidas o chuta para um profundo buraco. Apesar do conselho de Traitoro de que os guardas do mensageiro agora são necessários para transmitir a mensagem real, Leônidas os chuta também, junto com várias outras pessoas de quem ele simplesmente não gosta, como Britney Spears, Ryan Seacrest e os jurados do American Idol Simon Cowell, Randy Jackson e Paula Abdul, que surgem aleatoriamente nas cenas. Decidido a enfrentar os persas, Leônidas visita os profetas e lhes dá medicamentos como Neutrogena como pagamento pela consulta; eles o aconselham a consultar o Oráculo para obter qualquer conselho. O Oráculo, que nada mais é do que Betty a Feia, revela que Leônidas morrerá se for para a guerra.[carece de fontes?]
Depois de tomar uma decisão ao passar a noite fazendo exercícios com sua esposa, Leônidas encontra os soldados reunidos para sua partida para as Termópilas e descobre que apenas treze foram aceitos no exército devido a requisitos rigorosos. Entre eles estão o Capitão, seu filho Sonio e um espartano um pouco incapaz chamado Dilio. Uma vez nos Portões Quentes, eles encontram Paris Hilton deformada, que conta a Leônidas e o Capitão sobre um caminho secreto de cabras acima dos Portões Quentes que Xerxes poderia usar para flanquear os espartanos. Quando ela pede para ser inclusa no exército como uma soldado espartano, Leônidas a rejeita como não qualificada devido à sua incapacidade de usar uma lança corretamente. Leônidas e seu pelotão logo enfrentam o mensageiro de Xerxes e seus Imortais, vencendo-os em um concurso de dança antes de jogá-los de um penhasco. Xerxes, impressionado, aborda pessoalmente Leônidas e tenta suborná-lo com uma viagem ao Palms Casino Resort. Leônidas recusa e os espartanos enfrentam o exército persa em uma competição de xingamentos de mãe, onde os espartanos vencem, mas Dilio acaba ficando inexplicavelmente sem os olhos; Leônidas, então, o manda de volta para Esparta para que ele conte para sua mulher sobre a coragem de seu exército.[carece de fontes?]
Paris Hilton decide dedurar os espartanos e revela a localização do caminho das cabras para Xerxes em troca de vários presentes e por ter sua corcova deformada removida. Xerxes encontra os doze espartanos restantes e a guerra começa. Enquanto isso, de volta a Esparta, a Rainha Margo tem vários confrontos com Traitoro, pois ele é o voto vital no envio de mais tropas para ajudar seu marido. Após seu discurso ao Conselho, Traitoro trai publicamente a Rainha. A Rainha então luta com Traitoro em uma paródia de Homem-Aranha 3 e o derrota usando um aspirador de pó. Com a fraude de Traitoro exposta, o conselho se une à rainha.[carece de fontes?]
Na Batalha das Termópilas, os persas apresentam suas armas secretas, Motoqueiro Fantasma e Rocky Balboa, que mata Sonio com um único golpe, decapitando-o. O Capitão o vinga com envenenamento por Botox antes de ser abatido por Xerxes. Leonidas persegue Xerxes numa paródia a GTA: San Andreas. Conseguindo encontrar o "Transformer Cube", Xerxes o usa em um carro para se tornar "Xerxestron" e mostra seus poderes para acessar um vídeo viral de Britney Spears no YouTube. No entanto, Xerxestron acidentalmente tropeça em seu cabo de extensão e cai sobre Leônidas e os espartanos sobreviventes, matando-os. O cego Dilio finalmente retorna a Esparta para contar sobre os momentos finais de Leônidas. Um ano depois, Dilio lidera uma força espartana maior para derrotar os persas, mas o guerreiro cego acaba indo para o lado errado; eles acabam indo parar em Malibu, onde derrubam Lindsay Lohan quando ela está saindo da reabilitação novamente.[carece de fontes?]

## Elenco
- Sean Maguire como Rei Leônidas
  - Zachary Dylan Smith como o jovem Leônidas
- Kevin Sorbo como Capitão
- Carmen Electra como Rainha Margo
- Ken Davitian como o Rei Xerxes
- Diedrich Bader como o Conselheiro Traitoro
- Travis Van Winkle como Sonio
- Jareb Dauplaise como Dilio
- Nicole Parker como Paris Hilton, Britney Spears, Ellen DeGeneres e Paula Abdul
- Ike Barinholtz como Le Chiffre, profeta e Dane Cook
- Phil Morris como o mensageiro
- Method Man como o emissário persa
- Ryan Fraley como Brad Pitt
- Tiffany Claus como Angelina Jolie
- Nick Steele como Kevin Federline
- Tony Yalda como Sanjaya Malakar
- Christopher Lett como Randy Jackson
- Jim Piddock como Simon Cowell
- Nate Haden como Ryan Seacrest
- Crista Flanagan como Betty a Feia e mulher espartana
- Thomas McKenna como Tom Cruise
- Jesse Lewis IV como Sra. Jay Alexander
- Jenny Costa como Tyra Banks
- Belinda Waymouth como Twiggy
- Dean Cochran como Rocky Balboa e Rambo
- Emily Wilson como Lindsay Lohan
- John Di Domenico como Donald Trump
- Jim Nieb como George W. Bush
- Tiffany Haddish como garota do duelo de xingamento de mães
- Robin Atkin Downes como narrador (sem créditos)

## Recepção

### Desempenho comercial
Meet the Spartans estreou em primeiro lugar nas bilheterias dos Estados Unidos, arrecadando US$ 18.505.530 no fim de semana de estreia, superando o estreante Rambo, que foi brevemente parodiado nos créditos deste filme. O filme perdeu 60,4% de receita em seu segundo fim de semana, arrecadando US$ 7.336.595, mesmo se expandindo para 2.643 cinemas, ficando em quarto lugar nas bilheterias. O filme arrecadou US$ 38.233.676 nos Estados Unidos e Canadá e US$ 47.663.917 internacionalmente, somando uma receita bruta mundial de US$ 85.897.593.

### Resposta da crítica
O filme recebeu críticas esmagadoramente negativas dos críticos. O Rotten Tomatoes relata uma taxa de aprovação de apenas 2% com base em 48 avaliações, com uma pontuação média de 1,86/10 sob o seguinte consenso crítico: "Uma perda de tempo cansada, sem graça e ofensiva, Meet the Spartans rasga o fundo do barril cinematográfico". O Metacritic relatou que o filme teve uma pontuação média de 9 de 100, com base em 11 críticas, indicando "aversão esmagadora", sendo o pior filme classificado dos diretores Jason Friedberg e Aaron Seltzer no site. O público pesquisado pelo CinemaScore deu ao filme uma nota média "C−" em uma escala de "A+" a "F".
A maioria das críticas negativas alegava que o filme consistia em não ter muitas piadas boas e, em vez disso, confiar demais nas referências da cultura pop, o que teria tornado o filme enjoativo de se ver.